# Клюкин, Александр Николаевич
Александр Николаевич Клюкин (род. 5 июля 1957, Ужур, Красноярский край) — российский политик, журналист, депутат Государственной думы 3-го, 4-го и 5-го созывов.

## Биография
В 1985 году окончил МГУ по специальности «журналист». Работал журналистом и партийным работником.
С 1990 по 1994 год трудился репортёром, ведущим программы новостей красноярского краевого телевидения. В 1994 году вместе с Ириной Долгушиной, Вадимом Востровым, Алексеем Клешко и Александром Бровкиным основал красноярский телеканал ТВК и на протяжении долгого времени был его учредителем. С 1996 по ноябрь 1998 года работал генеральным директором, затем с ноября 1998 по декабрь 1999 года — председателем Совета директоров.
В 1997 году избран депутатом Законодательного собрания Красноярского края. Имел деловые отношения с двумя влиятельными фигурами края тех лет: с губернатором Александром Лебедем и предпринимателем Анатолием Быковым.
В 2001 году вместе с генеральным директором ТВК Вадимом Востровым выступил основателем и учредителем еженедельника-телегида «Телевизор».
С января по октябрь 2012 года - вновь председатель Совета директоров ТВК. В октябре 2012 года со скандалом покинул телекомпанию обвинив генарального директора Вадима Вострова в "фальсификации устава телекомпании", рейдерском захвате, отстранении семьи Клюкиных от управления активами ТВК.

### Депутат Госдумы
В 1999 году избран депутатом Государственной думы III от Енисейского одномандатного избирательного округа № 46, самовыдвиженец. Вступил во фракцию ЛДПР в Государственной думе. Был заместителем председателя комитета ГД по информационной политике.
Вышел из фракции ЛДПР и вступил во фракцию «Отечество — Вся Россия».
В 2003 году избран депутатом Государственной думы IV созыва от Ачинского одномандатного избирательного округа № 47. Был членом Счётной комиссии ГД, заместителем председателя комитета ГД по информационной политике.
В 2007 году избран депутатом Государственной думы V созыва от партии «Единая Россия», номер 5 по Региональной группе федерального списка партии № 25, Красноярский край. Был членом Счётной комиссии ГД, членом комитета ГД по международным делам.
10 февраля 2016 года постановлением Совета Федерации Федерального Собрания Российской Федерации назначен членом Центральной избирательной комиссии Российской Федерации.

## Награды
- Медаль ордена «За заслуги перед Отечеством»  II степени (27 декабря 2004 года) — за активное участие в законотворческой деятельности и многолетнюю плодотворную работу[4].